# 4x4 Off-Road Racing
4x4 Off-Road Racing és un videojoc de curses publicat el 1988 per Epyx. Els quatre mapes consten de fang, gel, desert i muntanyes. En aquest joc s'ha de tenir en compte el pensament lògic i les habilitats de conducció. Abans de començar, hi ha diversos vehicles per triar, que es diferencien pel pes i les diferències de rendiment. Hi ha diverses rutes per triar des d'on es jugarà la carrera "dura" després. Abans de començar, es tria entre un conjunt d'eines addicionals per al cotxe. Per exemple, el cotxe pot equipar-se amb un dipòsit més gran, uns pneumàtics més gruixuts i un cabrestant per a millorar a la carrera posteriorment. El dipòsit permet abastir més combustible per fer menys parades. Els "pneumàtics A/T" ajuden a passar per la sorra ràpida de manera segura. Hi ha un supermercat, on hi ha coses com gasolina, oli, aigua de refrigeració, oli de transmissió, substitució, bateria, pneumàtics de recanvi, eines, mecànica, mapa, menjar i begudes, etc. es pot comprar. No obstant això, hi ha una quantitat limitada d'espai al vehicle.

## Rebuda
Compute! va elogiar el joc escrivint "una conducció agradable".
La revista espanyola Microhobby va valorar el joc amb les següents puntuacions: Originalitat: 50% gràfics: 50% moviment: 60% so: 50% dificultat: 70% addicció: 40%